# Історія марнотрата
Історія марнотрата (The Rake's Progress ) — це серія з восьми картин англійського художника 18-го століття Вільяма Гоґарта.  Полотна були виготовлені в 1732–1734 роках, потім вигравірувані в 1734 році і опубліковані в друкованому вигляді в 1735 році.  Серія показує занепад і падіння Тома Рейквелла (прізвище походить від англійського слова rake - марнотрат), марнотратного сина і спадкоємця багатого купця, який приїжджає до Лондона, витрачає всі свої гроші на розкішне життя, проституцію та азартні ігри, і, як наслідок, потрапляє у в’язницю Фліт і в кінці у божевільню Бедламську лікарню (Бедлам).  Оригінальні картини знаходяться в колекції Музею сера Джона Соуна в Лондоні, де вони зазвичай демонструються протягом короткого періоду щодня.
Режисер Алан Паркер назвав ці роботи прабатьком розкадрування. 

## Картини

### I –Спадкоємець
На першій картині Том отримує спадок після смерті свого скупого батька. Поки слуги сумують, він міряється на новий одяг. Хоча він мав цивільний шлюб, тепер він відкидає руку своєї вагітної нареченої Сари Янг, на якій він обіцяв одружитися (вона тримає його каблучку, а її мати — його любовні листи).  Він розплачується з нею, але вона все одно любить його, як стає зрозуміло на четвертій картині. Прикладів скупості батька багато: його портрет над каміном показує, як він рахує гроші; на гербі зображено три затиснутих лещата з девізом «Обережно»; напівголодний кіт показує, що було мало їжі в будинку, а відсутність попелу в каміні свідчить про те, що він рідко витрачав гроші на дрова для опалення свого будинку. Гравюра (праворуч), яка перевернута зліва направо в порівнянні з картиною, показує, що батько зайшов так далеко, що підбив своє взуття шматком шкіри, вирізаним з обкладинки Біблії.
|  |  |

### II –Levée
На другій картині Том перебуває на ранковій levée в Лондоні, де присутні музиканти та інші прихильники, всі одягнені в дорогі костюми. Тома оточують зліва направо: майстер музики на клавесині, який повинен був представляти Джорджа Фрідріха Генделя; майстер фехтування; квотерстаф інструктор; майстер танців зі скрипкою; садівник Чарльз Бріджмен; колишній солдат пропонує бути охоронцем; горнист клубу полювання на лисиць. Унизу праворуч — жокей зі срібним трофеєм. Інструктор-квотерстаф несхвально дивиться і на фехтувальників, і на майстрів танців. Обидва майстри, схоже, у «французькому» стилі, який Гоґарт ненавидів. На стіні, між картинами півнів (емблеми півнячого бою), висить картина Суду Паріса.
|  |  |

### III –Оргія
Третя картина зображує дику вечірку або оргію, що триває в публічному будинку. У п'яного Тома повії крадуть годинник. На поверсі внизу праворуч — посох нічного сторожа та ліхтар — сувеніри «дикої ночі» Тома в місті. Сцена відбувається в Rose Tavern, відомому борделі в Ковент-Гарден. У повій на обличчі є чорні плями, що прикривають сифілітичні виразки.
|  |  |

### IV –Арешт
У четвертому він ледь уникає арешту за борг валлійськими судовими приставами (що позначається цибулею-порею, емблемою Уельсу, в їхніх капелюхах), коли він їде в паланкіні на вечірку в Сент-Джеймському палаці, щоб відсвяткувати день народження королеви Кароліни на День Святого Давида (Святий Давид є покровителем Уельсу). З цієї нагоди його рятує втручання Сари Янг, дівчини, від якої він раніше відмовився; вона, ймовірно шиє шапки та оплачує рахунок. Чоловік, який заповнює вуличний ліхтар, проливає олію на голову Тома. Це натяк на благословення; у цьому випадку «благословенням» є «порятунок» Тома Сарою, хоча Рейквелл, будучи марнотратом, не прийме моральний урок близько до серця. У вигравіруваній версії блискавка блимає в небі до грального клубу Вайта  а молодий кишеньковий злодій щойно спорожнив кишеню Тома. Праворуч унизу грають в ігри. Однак на картині зображений молодий злодій, який краде тростину Тома, і без блискавки.
|  |  |

### V –Шлюб
У п’ятій частині Том намагається врятувати свій стан, одружившись із багатою, але старенькою і потворною дівчиною в Сент-Мерілебон. На задньому плані приходить Сара, яка тримає їхню дитину, а її обурена мати бореться з гостем. Схоже, очі Тома вже прикуті до гарної служниці зліва від його нової дружини під час весілля.
|  |  |

### VI –Ігровий дім
Шоста картина показує, як Том благає про допомогу Всевишнього в азартному притоні клубу Вайта після втрати свого багатства. Ні він, ні інші гравці, схоже, не помітили вогню, що спалахнув за ними.
|  |  |

### VII –В’язниця
До сьомої картини все втрачено, і Том ув’язнений у горезвісній в’язниці боржників Фліт. Він ігнорує страждання як своєї розгніваної нової дружини, так і вірної Сари, яка цього разу не може йому допомогти. І наглядач, і тюремник вимагають у нього грошей. Том починає божеволіти, на що вказують як телескоп для спостереження за небесами, що висовується з заґратованого вікна, так і алхімічний експеримент на задньому плані. Поруч із Томом – відхилена п’єса; інший ув'язнений пише памфлет про те, як вирішити державний борг. Над ліжком праворуч — апарат для крил, який чіткіше видно на вигравіруваному варіанті зліва.
|  |  |

### VIII –Божевільний дім
Нарешті, на восьмій картині він закінчує свої дні в лікарні Бедлам, сумнозвісному лондонському психіатричному притулку. Тільки Сара Янг може втішити його, але Рейквелл продовжує ігнорувати її. Хоча деякі деталі на цих картинах можуть здатися тривожними для очей 21-го століття, за часів Хогарта вони були звичними. Наприклад, модно одягнені жінки на цій останній картині прийшли до притулку на екскурсію, щоб розважитися химерними витівками ув’язнених. На гравюрі ім'я повії Бетті Керелес зображено вирізаним на перилах сходів. 
|  |  |

## Гравюри
Гоґарт опублікував гравюри картин 25 червня 1735 року, в день, коли Акту Гоґарта право гравюр став законом.  Композиція кількох гравюр змінена від картин через друкарський процес.

## Адаптації
У 2012 році англійський художник Грейсон Перрі створив серію гобеленів під назвою «Марнославство невеликих відмінностей» — адаптацію оригіналів Хогарта. 